# Casa Lluís Espinach i Espinach
La Casa Lluís Espinach i Espinach és una obra del municipi de Cardedeu (Vallès Oriental) protegida com a bé cultural d'interès local.

## Descripció
Es tracta d'un edifici d'habitacions amb tres façanes i dues mitgeres, alineat al carrer de Sant Antoni i amb una cantonada a la plaça Clavé. Està format per planta baixa, entresòl, pis i golfes, coberta a dues vessants amb una torre mirador. Les façanes són de pedra i maó, que s'utilitza per marcar les línies més importants de la composició. La composició de la façana és simètrica amb elements decoratius que l'emmarquen en el llenguatge historicista de finals del segle xix. A sobre el portal, inclòs en un rombe, hi ha la data de 1892.

## Història
El casal Espinach i Espinach és una de les primeres construccions bastides al carrer de Sant Antoni, via que comunicava el centre del poble amb l'estació i la carretera de Caldes, l'any 1876. El mes de gener de 1899 s'enderrocaren velles edificacions per a edificar la mansió actual,amb quatre botigues. En el mateix angle de la plaça dels Llovins, ara plaça Clavé, s'entronitzà una estàtua de Sant Antoni que pesava 600 kg, beneïda el 10 de juny de l'any 1900 i aterrada l'any 1936.